# Lista över Centralafrikanska republikens statsöverhuvuden

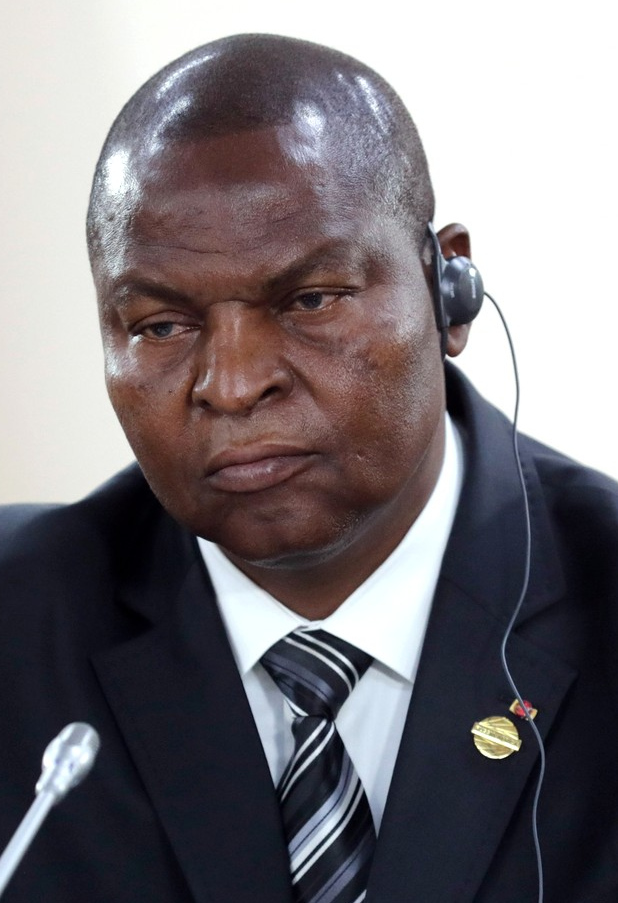
Faustin-Archange Touadéra är Centralafrikanska republikens president sedan 30 mars 2016.

Detta är en lista över Centralafrikanska republikens statsöverhuvuden.

## Centralafrikanska republiken
| Namn               | Ämbetsperiod                     | Titel     | Anmärkning                                                 |
| ------------------ | -------------------------------- | --------- | ---------------------------------------------------------- |
| David Dacko        | 14 augusti – 31 december 1965    | President | Tillförordnad president till 12 november 1960.             |
| Jean-Bédel Bokassa | 1 januari 1966 – 4 december 1976 | President | Bytte namn till Salah Eddine Ahmed Bokassa 18 oktober 1976 |

## Centralafrikanska kejsardömet
| Namn      | Ämbetsperiod                        | Titel   | Anmärkning                                |
| --------- | ----------------------------------- | ------- | ----------------------------------------- |
| Bokassa I | 4 december 1976 – 20 september 1979 | Kejsare | F.d. president Salah Eddine Ahmed Bokassa |

## Centralafrikanska republiken
| Namn                         | Ämbetsperiod                         | Titel                           | Anmärkning                         |
| ---------------------------- | ------------------------------------ | ------------------------------- | ---------------------------------- |
| David Dacko                  | 20 september 1979 – 1 september 1981 | President                       |                                    |
| André Kolingba               | 1 september 1981 – 21 september 1985 | Ordförande i militärkommittén   |                                    |
| André Kolingba               | 21 september 1985 – 29 november 1986 | Statschef                       |                                    |
| André Kolingba               | 29 november 1986 – 22 oktober 1993   | President                       |                                    |
| Ange-Félix Patassé           | 22 oktober 1993 – 15 mars 2003       | President                       |                                    |
| François Bozizé              | 15 mars 2003 – 24 mars 2013          | President                       |                                    |
| Michel Djotodia              | 24 mars 2013 - 10 januari 2014       | President                       |                                    |
| Alexandre-Ferdinand Nguendet | 10 januari 2014 - 23 januari 2014    | Tillförordnad interimspresident |                                    |
| Catherine Samba-Panza        | 23 januari 2014 – 30 mars 2016       | Interimspresident               | Landets första kvinnliga statschef |
| Faustin-Archange Touadéra    | 30 mars 2016 –                       | President                       |                                    |